# Côte d'Opale
(Édouard Lévêque, pittore e scrittore che coniò il termine "Côte d'Opale")

Mappa della Francia nord-orientale con la Côte d'Opale

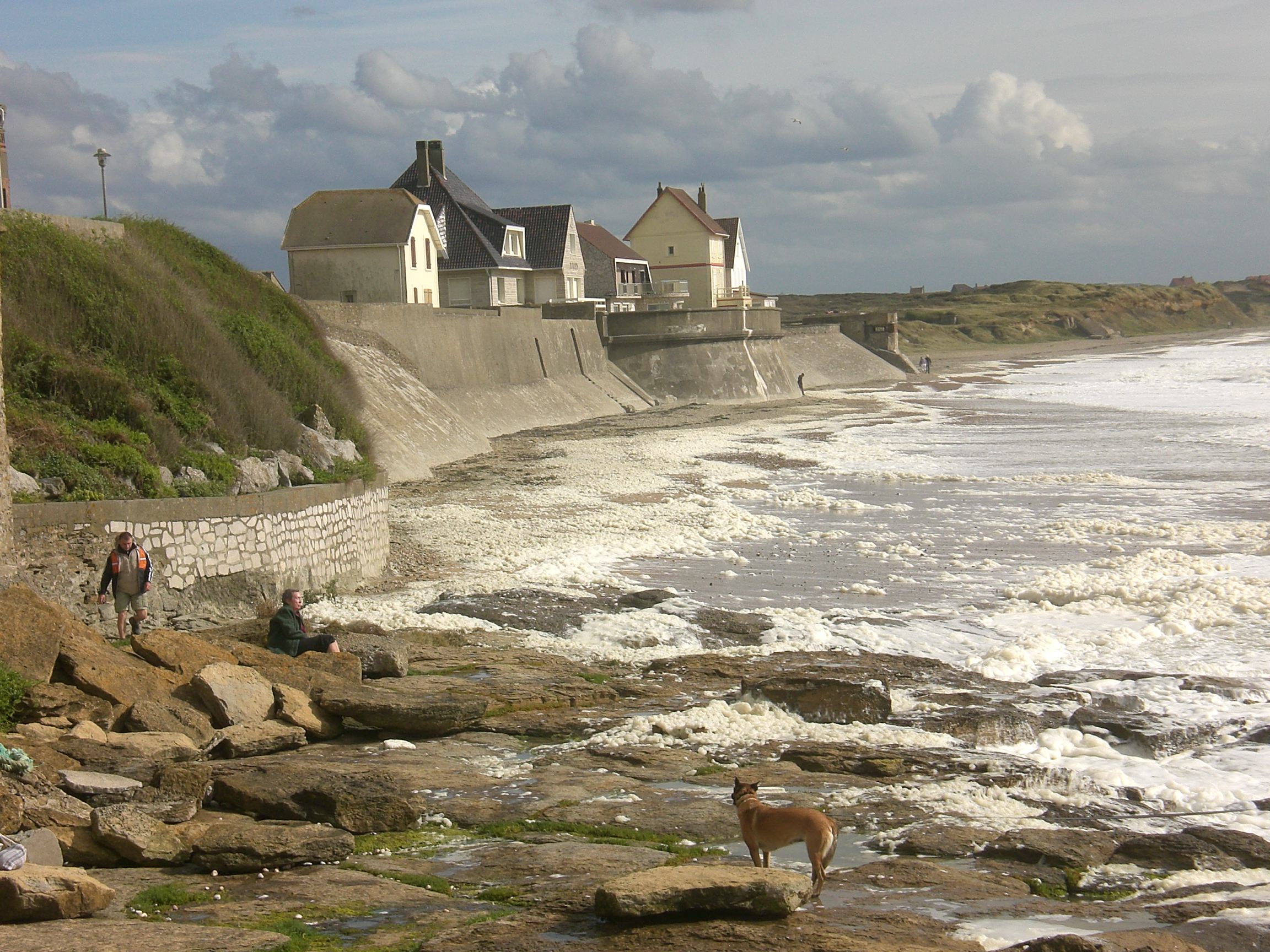
Un tratto della Côte d'Opale presso Audresselles

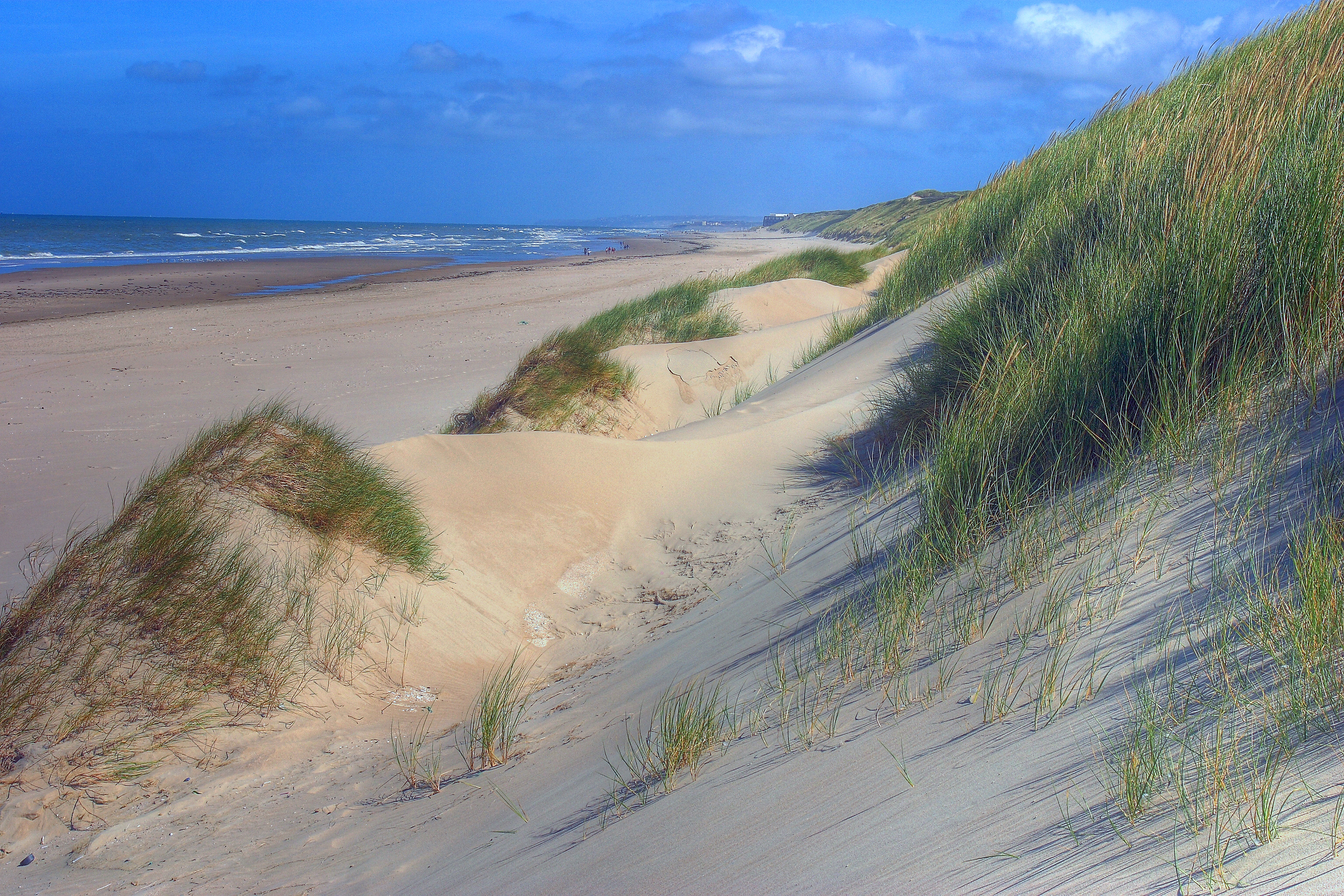
La spiaggia di Le Touquet, nella Côte d'Opale

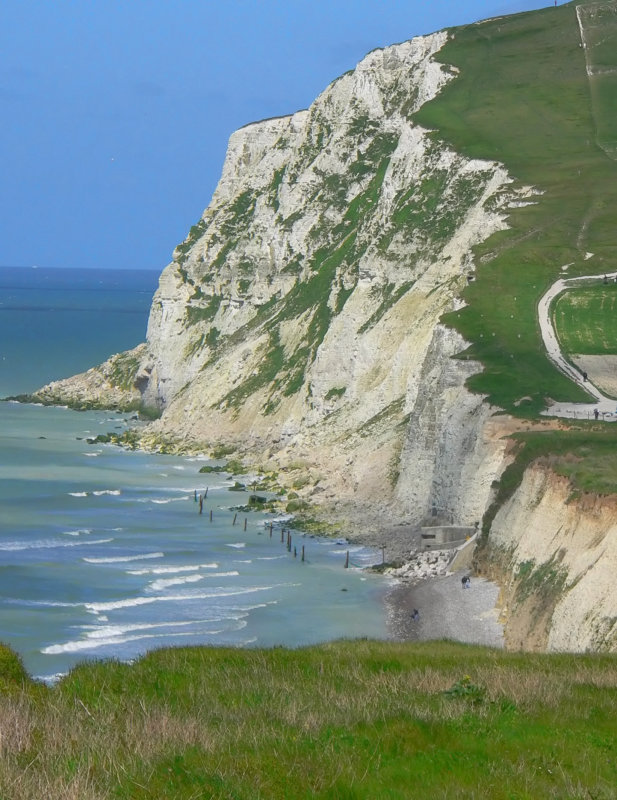
Le falesie di Cap Blanc Nez, nella Côte d'Opale

La Côte d'Opale ("Costa d'opale", in olandese Opaalkust, in fiammingo Opoalkust) è un tratto di costa sulla Manica della Francia settentrionale, situato di fronte alla costa sud-orientale dell'Inghilterra (da cui è separato dallo Stretto di Dover) e che si estende per circa 120 km di dune, sabbia e scogliere tra i dipartimenti Nord e Passo di Calais, nella regione del Nord-Passo di Calais, e tra le località (da nord a sud) di Calais e Berck-sur-Mer (sull'estuario del fiume Authie, al confine con la Piccardia).
Il termine "Côte d'Opale", dovuto probabilmente ai colori opalini della sabbia, fu coniato nel 1930 dal pittore e scrittore di Le Touquet Édouard Lévêque.
Le località principali della costa sono Boulogne-sur-Mer, Calais e Le Touquet (definita la "perla della Côte d'Opale").
Questo tratto di costa fu fonte d'ispirazione per scrittori quali Victor Hugo e per vari pittori come Camille Corot.

## Geografia

### Località
- Ambleteuse
- Audinghen
- Audresselles
- Berck
- Blériot-Plage (frazione di Sangatte)
- Boulogne-sur-Mer
- Calais
- Cucq
- Dannes
- Équihen-Plage
- Escalles
- Marck
- Merlimont
- Neufchâtel-Hardelot
- Oye-Plage
- Le Portel
- Sainte-Cécile-Plage (frazione di Camiers)
- Sangatte
- Stella-Plage (frazione di Cucq)
- Tardinghen
- Le Touquet-Paris-Plage
- Wissant
- Wimereux

### Promontori

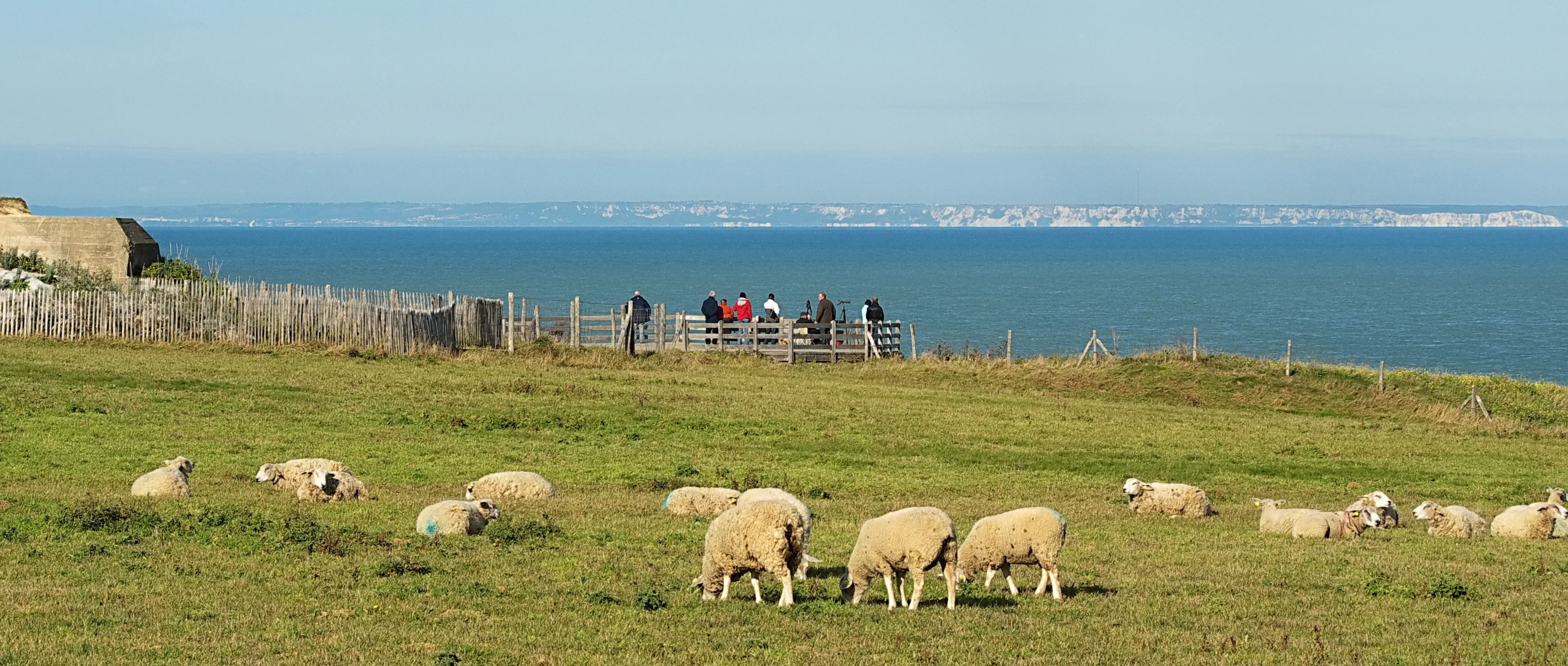
Cap Gris-Nez, nella Côte d'Opale sullo sfondo la Gran Bretagna.

- Cap Blanc Nez (132 m)
- Cap Gris-Nez (50 m)

## Monumenti e luoghi d'interesse
- Castello di Boulogne-sur-Mer (XIII secolo)[5]
- La Colonne de la Grande Armée (a Boulogne-sur-Mer), eretta nel 1841 per celebrare la progettata invasione dell'Inghilterra da parte di Napoleone I[5]
- Beffroi e monumento ai Borghesi di Rodin a Calais